# Wimble Toot Castle

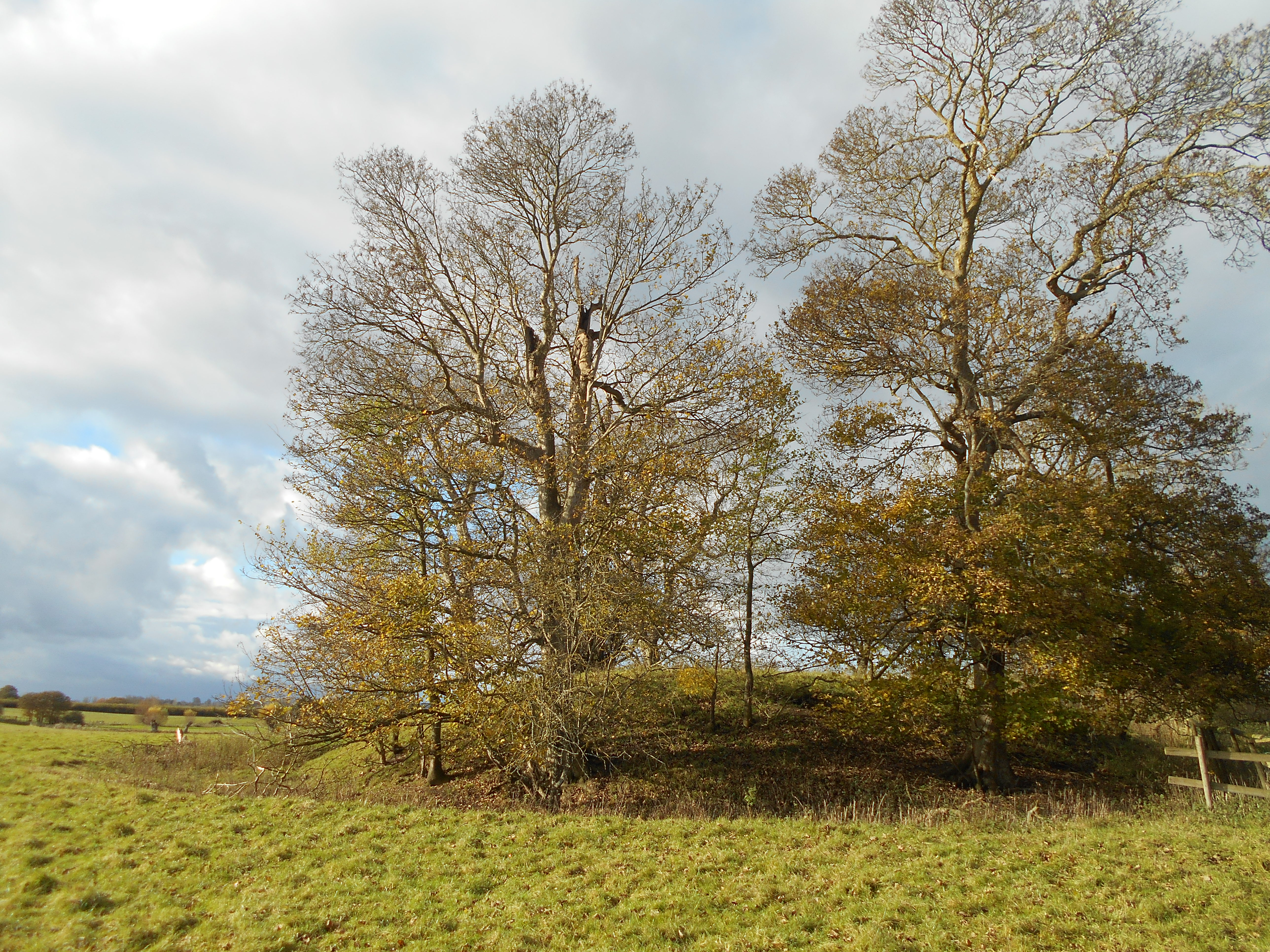
Wimble Toot

Wimble Toot Castle ist eine vermutete abgegangene Höhenburg beim Dorf Babcary in der englischen Grafschaft Somerset.

## Details
Die vermutete Burg wurde zwischen 1067 und 1069 errichtet. Heute ist davon nur noch ein kreisrundes Erdwerk, 27,47 Meter im Durchmesser und 2,74 Meter hoch, mit Gräben an der Nordwest- und Südostseite, zu sehen. Die Anlage liegt auf einer Hügelkette über einem Bach, der in den River Cary mündet, und der alten Römerstraße Fosse Way.
Die Meinung über den ursprünglichen Zweck der Anlage hat sich mit den Jahren verändert. Ursprünglich hielt man sie für ein Hügelgrab aus der Bronzezeit zur Beerdigung der Toten oder für einen Windmühlenhügel. Nach den letzten wissenschaftlichen Untersuchungen geht man allerdings davon aus, dass es sich um die Überreste einer Motte handelt, die nach der normannischen Eroberung Englands erbaut wurde.
Wimble Toot Castle war daher zum Schutz des River Cary gedacht, insbesondere der 30 km langen, schiffbaren Strecke des Flusses zwischen dieser Burg und Down End Castle, die damals für die Normannen taktisch wichtig war. Auch diente sie zum Schutz der nahegelegenen Siedlung Ilchester in Verbindung mit dem befestigten Herrenhaus im Dorf Sock Dennis. Die Burg ließ vermutlich von ein regionaler normannischer Herr, Robert de Conteville, erbauen.
Heute gilt die Anlage als Scheduled Monument.